# Anjerd
Anjerd (persiska: انجرد) är en ort i Iran.   Den ligger i provinsen Östazarbaijan, i den nordvästra delen av landet, 500 km nordväst om huvudstaden Teheran. Anjerd ligger 1 898 meter över havet och antalet invånare är 568.
Terrängen runt Anjerd är kuperad. Runt Anjerd är det ganska glesbefolkat, med 27 invånare per kvadratkilometer. Närmaste större samhälle är Masqarān, 6,4 km sydväst om Anjerd. Trakten runt Anjerd består i huvudsak av gräsmarker.